# 美國工廠
《美國工廠》（英語：American Factory）是2019年紀錄片，由史蒂文·博格納和朱莉婭·萊斯特聯袂製片。影片講述中國玻璃製造商福耀集团到美國俄亥俄州代頓投資，重新啟用前通用汽車組裝廠作為玻璃工廠的故事。影片于2019年日舞影展首映後，在Netflix上線。該片是巴拉克·歐巴馬和蜜雪兒·歐巴馬成立的高地製片公司的首部作品。影片获得第92届奥斯卡金像奖最佳纪录片。

## 評價
爛番茄新鮮度94%。IndieWire認為影片是“中美企業相剋的迷人悲喜劇”。影片上映時期恰逢中美貿易戰再度白熱化，中國央視新聞認為影片是對川普政府「逆全球化」政策的委婉反擊。

## 外部鏈接
- 互联网电影数据库（IMDb）上《美國工廠》的资料（英文）
- 爛番茄上《美國工廠》的資料（英文）
- Metacritic上《美國工廠》的資料（英文）
- 豆瓣电影上《美國工廠》的資料 （简体中文）
- 时光网上《美國工廠》的資料（简体中文）
- 在Netflix上觀看《美國工廠》